# إيفاندورو سيلفا ريسيندي
إيفاندورو سيلفا ريسيندي هو لاعب كرة قدم برازيلي في مركز الهجوم، ولد في 10 مايو 1986 في البرازيل. لعب مع ديسبورتيفا كابيزابا ونادي أميريكانو ونادي سايبا ونادي فيتوريا إي إس.

## وصلات خارجية
- إيفاندورو سيلفا ريسيندي على موقع قاعدة بيانات كرة القدم.إي يو (الإنجليزية)
- إيفاندورو سيلفا ريسيندي على موقع Soccerway.com (الإنجليزية)